# Dreisbachia flavifrontalis
Dreisbachia flavifrontalis là một loài tò vò trong họ Ichneumonidae.